# Dracopis
Dracopis es un género monotípico con Dracopis amplexicaulis  (sin. Rudbeckia amplexicaulis) la única especie. Es nativo de Norteamérica.

## Descripción
Es una planta anual que alcanza 1 metro de altura con tallos simples o ramificados. Las hojas son ovales de 5-10 cm de longitud y 2-4 cm de ancho. Las flores son producidas en inflorescencias, con floretes amarillos o amarillo-púrpura. Se distingue del género  Rudbeckia (en el que generalmente se le incluye) por la presencia de anomalías en los rayos florales.